# Лаганський район
Лаганський район (рос. Лаганский район) — адміністративна одиниця Республіки Калмикія Російської Федерації.
Адміністративний центр — місто Лагань.

## Адміністративний поділ
До складу району входять 1 міське та 4 сільських поселень:
1. Лаганське - центр місто Лагань
2. Джаликовське — центр село Джаликово. Об'єднує села Буранне і Джаликово
3. Красинське — центр село Красинське
4. Сєверне(інші мови) — центр село Сєверне
5. Уланхольське — центр селище Улан-Хол.

Також до складу району включено острів Морська Чапура.